# 增支部
《增支部》（Aṅguttaranikāya），又称《增一尼迦耶》，為《巴利三藏》中隨法數逐次增加，合編在一起的經藏，南傳上座部佛教典籍，对应北傳佛教的《增一阿含經》。由於對重複段落的計數方式產生差異，經數的說法並不一致。依照菩提比丘的英譯本，增支部計有二三四四經，而善見律毘婆沙則說有九五五七經。僧伽羅版為八七七七經。
“增支”（aṅguttara）由巴利语aṅga（“肢体、部分、分支、性质”）和uttara（“上、增”）组成，《增支部》分為十一集，每一集和數字（“法数”）有關，也就是按照每部短篇经文内容里的法数，从一法到十一法进行分类，如阐述一法的经就归为“一法集”，然后依次递增，最后为“十一法集”，这样以数字的递增排定十一集的次序，其目的是便于记诵。汉传佛教对应的《增一阿含经》原题为，来自eka（“一”）和uttara（增“），意思与“增支”相同，取一项一项增加之意。

## 譯本

### 漢譯
- 葉慶春、關世謙、郭哲彰譯，漢譯南傳大藏經[]·增支部（19-25冊），1994，元亨寺妙林出版社[6]
- 蕭式球譯，出自志蓮淨苑巴利文翻譯組學報（巴利文佛典選譯 （页面存档备份，存于）），2006首次出刊
- 莊春江譯，出自莊春江工作站（漢譯增支部 （页面存档备份，存于）），2013-
- 關則富譯，巴利語佛經譯注：增支部（一）、（二），聯經出版，2016-（非全本，一集、二集、三集、四集）

### 英譯
- F. L. Woodward（英语：F. L. Woodward） & E. M. Hare譯，The Book of the Gradual Sayings，5冊，1932–1936，Bristol: Pali Text Society
- Bhikkhu Bodhi（英语：Bhikkhu Bodhi）譯，Numerical Discourses of the Buddha，2012， Somerville, MA: Wisdom Publications
- Bhante Sujato（英语：Bhikkhu Sujato）譯，The Numbered Discourses，2018， SuttaCentral 網路版 （页面存档备份，存于）

## 內容
第一集有二十品, 600篇經；第二集有十五品及四個複誦共231篇經；第三集有十六品及二個複誦共184篇經；第四集有二十八品共783篇經；第五集有二十六品及三個複誦共303篇經；第六集有十二品及一個複誦共140篇經；第七集有十品及一個複誦共623篇經；第八集有十品及一個複誦共117篇經；第九集有九品及一個複誦共93篇經；第十集有二十二品及一個複誦共237經；第十一集有三品及一個複誦共502經。

重要的經如下:

第一集: 勤奮的重要、正見及三種特色、心為善與惡之主。

第二集: 智者與愚人的分別、止觀如何共同運作拔除貪與無明、如何感恩父母

第三集: 三類人，入流如閃電、業:善業成熟則惡業不起, 輪迴可於此世或未來世發生、三信使:老病死、有為與無為、四聖諦等同緣起法、迦拿摩經的十不思想、八戒、沒有密法、為什麼惡業會在善人身上發生?

第四集:九分教、布施、四種答問題的方式、知他人的品質、四種業、增長智慧

第五集:五力、正見的五種助緣、五蓋、五種日常反思、修習而不要只教與學、五種行為直接導致化生地獄、怎樣弘法、五種邪活命、正語有五種質素、聽法的五種得益

第六集:正念地死亡、襌修僧與學問僧的爭議、證果的質素、六種稀有

第七集: 七寶、布施的七種理由、七覺支、昏沈的對治、發火的七種不利、修習的必需品、佛陀解釋怎樣認可正宗的弘法師

第八集: 慈心的八種益處、支持智慧的因緣、八風、佛法如大海、對在家人的建議、四念處與四無量心為正定的基石、正念地死亡

第九集: 九種作法引領解脫、四種力量能致從五種驚懼中解脫、三種入流、發怒的九種原因、以定的聚集作為觀的基礎

第十集: 襌修經驗涅槃、十結使、觀呼吸的十六階段、十種聖法談、入流的前準備、是否人人都可解脫? 頭四戒的長盡內容

第十一集: 觀的進展、慈心的十一種功德

## 外部連結
- 巴利語緬甸版第六次結集 （页面存档备份，存于）
- 增支部 （页面存档备份，存于）